# روهوولادووا بیلا
روهوولادووا بیلا (به چکی: Rohovládova Bělá) یک منطقهٔ مسکونی در جمهوری چک است که در ناحیه پاردوبیتسه واقع شده‌است. روهوولادووا بیلا ۴۵۸ نفر جمعیت دارد.